# 費爾菲爾德 (內布拉斯加州)
費爾菲爾德（英語：Fairfield）是位於美國內布拉斯加州克萊縣的城市。

## 人口
根據2020年美國人口普查的數據，費爾菲爾德的面積為1.86平方千米，皆為陸地。當地共有人口330人，而人口密度為每平方千米177人。